# Scottish Ale
La Scottish ale es el nombre por el que se define la cerveza elaborada en Escocia. Históricamente, en Escocia era imposible cultivar lúpulo que estuviese mínimamente bien; la necesidad de importar lúpulo y el clima frío de Escocia produjo una cerveza en que la malta era predominante, con la fermentación de la levadura más limpia que la cerveza Inglesa.
Originalmente, el estilo de las cervezas escocesas estaba hecho con malta ligeramente marrón, mirto de los pantanos en lugar de lúpulo para la amargura. Después los elaboradores usaron más malta tostada y cebada sin maltear para el color. La cerveza escocesa moderna tiene menos amargura, y un sabor más dulce o tal vez afrutado debido al mayor uso de la malta. Algunas pueden tener un gusto ligeramente ahumado
Las subcategorías son diferenciadas basándose en el viejo precio por barril del siglo XIX (/- se lee como "shilling"):
- light 60/-
- heavy 70/-
- export 80/-
- wee heavy 90/-

## Ejemplos
- McEwan's Scotch Ale
- MacAndrew's Scotch Ale
- Traquir House Ale
- Auld Tartan Wee Heavy
- Sam Adams Scotch Ale
- Bersaglier - Scottish Ale

- Datos: Q6122593